# Barnamorden i Betlehem (Bruegel)
| Detalj. Till vänster originalet där barn har övermålats med mat som soldaterna har plundrat. Till höger kopia av Pieter Brueghel den yngre där det ursprungliga barnamördandet framgår. |  | Detalj. Till vänster originalet där barn har övermålats med mat som soldaterna har plundrat. Till höger kopia av Pieter Brueghel den yngre där det ursprungliga barnamördandet framgår. |
| Detalj. Till vänster originalet där barn har övermålats med mat som soldaterna har plundrat. Till höger kopia av Pieter Brueghel den yngre där det ursprungliga barnamördandet framgår. |  | |

Barnamorden i Betlehem är en oljemålning av den flamländske konstnären Pieter Bruegel den äldre utförd  1565–1567. Den förvärvades av Karl II av England 1660, ingår alltjämt i kungliga samlingen i Storbritannien (Royal Collection Trust) och är utställd på Windsor Castle. Det finns många kopior av målningen, flera av dem utförda av konstnärens son Pieter Brueghel den yngre.
Originalversionen är i dåligt skick och har blivit kraftigt bearbetad och övermålad. Den förvärvades av den tysk-romerske kejsaren Rudolf II som beslöt att måla över barnen liksom häroldens habsburgska dubbelörn. Konstnärens ursprungliga bild och budskap har dock överlevt tack vare sonens många kopior (se jämförande bild). Efter Pragrovet 1648 togs målningen till Sverige och tillhörde troligen en kort period drottning Kristina.    

## Bakgrund
Målningen visar en soldatstyrka som skövlar en liten by i Brabant om vintern. År 1447 hade Nederländerna övergått som en samlad geografisk enhet till huset Habsburg. 1556 kom landet under Habsburgs spanska gren. Missnöjet mot den spanska överheten växte, och under 1560-talet revolterade de så kallade gueuserna mot den spanske kungen Filip II:s styre. Motståndet leddes av den nederländske ståthållaren Vilhelm av Oranien.
Bruegel skildrar en av flera liknande händelser då spanska legoknektar släpptes lösa mot den i stort sett försvarslösa lokalbefolkningen. I en översnöad by i Brabant har invånarna just firat jul, då plötsligt en harneskklädd ryttartrupp rider upp på bytorget med en gråskäggig svartklädd myndighetsperson i spetsen. Alla utfartsvägar från byn är bevakade av beridna poster.
Målningen skildrar barnamorden i Betlehem, en episod ur Nya testamentet (Matteusevangeliet 2:16-18) där det berättas om hur kung Herodes lät döda alla gossebarn i Betlehem som var två år eller yngre för att på så sätt undanröja det hot han upplevde vid budet om att Messias hade fötts. Bruegel har dock placerat den bibliska händelsen i sin egen samtid. Soldattruppens anförare har givit ordern att samtliga gossebarn skall dräpas. Själva verkställandet dirigeras av rödklädda gendarmer och brokigt utstyrda landsknektar. De tränger in i husen, klättrar genom fönster, slår in dörrarna – en officer i harnesk uppmuntrar ett par av dem och pekar med sin kommandostav i svart och gult – huset Habsburgs färger, en referens till Nederländernas behärskare.
Konstnären har fyllt sin målning med flera tragiska motiv och symbolmättade detaljer – föräldrarna som vill byta ut sin lille pojke mot en ett par år äldre flickunge, bonden som hotar soldaterna med sin hund, modern som sitter med sitt avklädda döda barn i knät. Betlehems stjärna sitter som en skylt på krogen "In de star".

## Olika versioner
Det finns många versioner av Bruegels målning; nu för tiden anses originalet vara den i kungliga samlingen i Storbritannien. Därutöver finns åtminstone 14 kända kopior som attribueras sonen Pieter Brueghel den yngre. 

### Lista över ett urval kopior utförda av Pieter Brueghel den yngre
| Bild | År                | Teknik                          | Format (cm)   | Samling                                    |
| ---- | ----------------- | ------------------------------- | ------------- | ------------------------------------------ |
|      | 1597              | olja på ekpannå                 | 105,2 x 166,8 | Alte Pinakothek, München                   |
|      | 1575–1600 (cirka) | olja på ekpannå                 | 116 x 160     | Kunsthistorisches Museum, Wien             |
|      |                   | olja på ekpannå                 | 120,5 x 167   | Kungliga museet för sköna konster, Bryssel |
|      | 1610-talet        | olja på pannå överförd till duk | 115 x 164     | privat ägo                                 |
|      |                   | olja på pannå                   | 114 x 163     | Brukenthal National Museum, Sibiu          |